# Denis Ségui Kragbé
Denis Ségui Kragbé (ur. 10 kwietnia 1938 w Sassandrze, zm. 4 lipca 1998 tamże) – iworyjski lekkoatleta specjalizujący się w pchnięciu kulą i rzucie dyskiem, dwukrotny olimpijczyk.

## Życiorys
Podczas igrzysk w Tokio w 1964 roku uczestniczył w dwóch konkurencjach. W rywalizacji w pchnięciu kulą uzyskał rezultat 16,59, zajmując 20. pozycję w kwalifikacjach, zaś w rywalizacji w rzucie dyskiem osiągnął odległość 46,43 i 24. miejsce w fazie eliminacyjnej.
Cztery lata później na igrzyskach w Meksyku uczestniczył jedynie w rzucie dyskiem, gdzie uzyskał rezultat 55,24 i 17. miejsce w kwalifikacjach.
Trzykrotnie zdobywał medal igrzysk afrykańskich: w 1965 zdobył złoty medal w konkurencji pchnięcia kulą i srebrny medal w konkurencji rzutu dyskiem, natomiast w 1973 roku został brązowym medalistą w konkurencji rzutu dyskiem.